# At Piney Ridge
At Piney Ridge è un film muto del 1916 diretto da William Robert Daly.
La sceneggiatura si basa su At Piney Ridge, un lavoro teatrale di David Higgins che era andato in scena a Broadway all'American Theatre il 22 febbraio 1897.

## Trama
Cindy Lane rimane incinta di Mark Brierson, ma l'uomo ha puntato gli occhi su Azalia Deering, la figlia del banchiere. Approfittando della sua posizione, Mark mette in crisi la banca, abusando dei suoi fondi, tanto da provocare quasi il fallimento dell'istituto che si salva solo grazie all'intervento di Jack Rose, un ricco agricoltore. Quando Mark si rende conto che Azalia si è innamorata di Jack, per far fuori il rivale, lo denuncia a Zeb, il padre di Cindy, come il seduttore della figlia. Zeb, che ha giurato di uccidere l'uomo che ha rovinato Cindy, viene però a sapere che il vero colpevole è Mark. Finisce che lo uccide. Prima di morire, Mark viene a sapere da Dagmar, una donna nera, che anche lui ha sangue nero nelle vene.
Jack sposa Azalia, mentre Cindy, dopo aver perso il bambino, ritorna a un suo vecchio amore.

## Produzione
Il film fu prodotto dalla Selig Polyscope Company.

## Distribuzione
Distribuito dalla V-L-S-E, il film uscì nelle sale cinematografiche statunitensi il 1º maggio 1916.